# Christine Botlogetswe
Christine Botlogetswe (Rakops, 1º ottobre 1995) è una velocista botswana, che ha preso parte ai Giochi olimpici di Rio de Janeiro 2016.

## Palmarès
| Anno | Manifestazione          | Sede           | Evento        | Risultato  | Prestazione | Note                                     |
| ---- | ----------------------- | -------------- | ------------- | ---------- | ----------- | ---------------------------------------- |
| 2011 | Africani juniores       | Gaborone       | 400 m piani   | 8ª         | 55"87       |                                          |
| 2011 | Africani juniores       | Gaborone       | 4×400 m       | 4ª         | 3'48"71     |                                          |
| 2011 | Mondiali allievi        | Lilla          | 400 m piani   | Batteria   | 59"13       |                                          |
| 2012 | Mondiali juniores       | Barcellona     | 400 m piani   | Batteria   | 55"26       |                                          |
| 2013 | Africani juniores       | Bambous        | 400 m piani   | 6ª         | 56"72       |                                          |
| 2014 | Campionati africani     | Marrakech      | 200 m piani   | Batteria   | 25"75       |                                          |
| 2014 | Campionati africani     | Marrakech      | 4×400 m       | Bronzo     | 3'40"28     |                                          |
| 2015 | World Relays            | Nassau         | 4×400 m       | 13ª        | 3'35"76     |                                          |
| 2015 | Giochi panafricani      | Brazzaville    | 400 m piani   | Semifinale | 54"32       |                                          |
| 2015 | Giochi panafricani      | Brazzaville    | 4×400 m       | Argento    | 3'32"84     |                                          |
| 2016 | Campionati africani     | Durban         | 400 m piani   | 6ª         | 53"31       |                                          |
| 2016 | Campionati africani     | Durban         | 4×400 m       | 4ª         | 3'31"54     |                                          |
| 2016 | Giochi olimpici         | Rio de Janeiro | 400 m piani   | Batteria   | 52"37       |                                          |
| 2017 | World Relays            | Nassau         | 4×400 m       | 6ª         | 3'30"13     | Record nazionale                         |
| 2017 | Mondiali                | Londra         | 400 m piani   | Batteria   | 53"50       |                                          |
| 2017 | Mondiali                | Londra         | 4×400 m       | 7ª         | 3'28"00     |                                          |
| 2018 | Giochi del Commonwealth | Gold Coast     | 400 m piani   | 4ª         | 51"17       | Miglior prestazione personale            |
| 2018 | Giochi del Commonwealth | Gold Coast     | 4×400 m       | Bronzo     | 3'26"86     | Record nazionale                         |
| 2018 | Campionati africani     | Asaba          | 400 m piani   | Argento    | 51"19       |                                          |
| 2019 | Mondiali                | Doha           | 400 m piani   | Batteria   | 53"27       |                                          |
| 2021 | World Relays            | Chorzów        | 4×400 m mista | Batteria   | 3'20"97     |                                          |
| 2021 | Giochi olimpici         | Tokyo          | 400 m piani   | Batteria   | 53"99       | Miglior prestazione personale stagionale |
| 2022 | Campionati africani     | Saint Pierre   | 400 m piani   | Semifinale | 55"06       |                                          |
| 2022 | Campionati africani     | Saint Pierre   | 4×400 m       | 4ª         | 3'36"96     |                                          |
| 2022 | Campionati africani     | Saint Pierre   | 4×400 m mista | Oro        | 3'21"85     |                                          |
| 2022 | Giochi del Commonwealth | Birmingham     | 400 m piani   | Batteria   | 54"60       |                                          |
| 2022 | Giochi del Commonwealth | Birmingham     | 4x400 m       | 7ª         | 3'41"14     |                                          |
| 2024 | World Relays            | Nassau         | 4×400 m       | Batteria   | 3'40"66     |                                          |

## Altre competizioni internazionali
2018
- 7ª in Coppa continentale ( Ostrava), 400 m piani - 52"47
- Argento in Coppa continentale ( Ostrava), 4×400 m mista - 3'16"19